# 黑亭
黑亭（Pavillon Noir）是法国普罗旺斯地区艾克斯的一个舞蹈编排中心，位于莫扎特大道（Avenue Mozart）530号，靠近 梅冉纳图书馆（Bibliothèque Méjanes）。

## 历史
该建筑是由阿尔及利亚出生的法国建筑师鲁迪·里齐奥蒂（Rudy Ricciotti）设计的 ，于2004年动工，2006年完成，钢筋混凝土结构。根据其官方网站，该建筑有四个排练室和一个表演厅，有378个座位。
它是专门为安吉林·普雷霍卡伊（Angelin Preljocaj）编舞的舞蹈公司普雷霍卡伊芭蕾舞团(Ballet Preljocaj) 而建的主要排练和表演中心。